# Melchior (Familienname)
Melchior (abgeleitet vom Vornamen Melchior) ist der Familienname folgender Personen:
- Albert von Melchior (1844–1913), württembergischer Fabrikant
- Axel Melchior (* 1981), österreichischer Politiker und Bundesgeschäftsführer der Österreichischen Volkspartei (ÖVP)
- Bent Melchior (geb. 1929), Oberrabbiner von Dänemark
- Carl Melchior (1871–1933), deutscher Jurist, Bankier und Politiker
- Daniela Melchior (* 1996), portugiesische Schauspielerin
- Domenique Melchior (* 1981), österreichisches Model
- Eberhard Melchior (1912–1956), deutscher Mathematiker
- Ernst Melchior (1920–1978), österreichischer Fußballspieler
- Felix Melchior (um 1895–unbekannt), luxemburgischer Radrennfahrer
- Frauke Melchior (* 1962), deutsche Chemikerin und Hochschullehrerin, Entdeckerin des SUMO-Proteins
- Georg Wilhelm Melchior (1780–1826), deutscher Maler
- Günter Melchior (* 1929), deutscher Fußballtorwart
- Hans Melchior (1894–1984), deutscher Botaniker
- Hans Melchior (Elektroingenieur) (* 1935), Schweizer Elektroingenieur und Hochschullehrer
- Hansjörg Melchior (* 1937), deutscher Urologe
- Hermann von Melchior (1828–1902), preußischer Generalleutnant
- Ib Melchior († 2015), dänisch-US-amerikanischer Drehbuchautor und Regisseur
- Jair Melchior (geb. 1982), Oberrabbiner von Dänemark
- Johann Peter Melchior (1747–1825), Bildhauer und Porzellandesigner
- Johann Wilhelm Melchior (1817–1860), deutscher Maler
- Johannes Melchior (1646–1689), reformierter Theologe
- Joseph Melchior (1810–1883), deutscher Maler
- Judy-Ann Melchior (* 1986), belgische Springreiterin
- Karen Melchior (* 1980), dänische Politikerin und Diplomatin
- Lauritz Melchior (1890–1973), dänischer Heldentenor
- Marcus Melchior (1897–1969), dänischer Rabbiner
- Michael Melchior (* 1954), dänisch-norwegischer Rabbiner und israelischer Politiker
- Paul Melchior (1925–2004), belgischer Astronom
- Rudolph Melchior (1836–1867 oder 1868), deutsch-amerikanischer Kunsthandwerker und Künstler
- Volker Melchior (1939–2017), deutscher Maler und Grafiker
- Wilhelm Melchior (1817–1860), deutscher Tiermaler